# Helmut Zedelmaier (Politiker)
Helmut Matthias Zedelmaier (* 11. Juli 1927 in München; † 17. September 2020) war ein deutscher Zahnarzt und Zahnärztefunktionär, von 1977 bis 1997 gehörte er dem Bayerischen Senat an.

## Leben
Helmut Zedelmaier besuchte die Volksschule in Schongau in Oberbayern und legte das Abitur auf der Oberschule in Weilheim ab. Nach einer kurzen Zeit im Kriegsdienst studierte er Zahnheilkunde an der Universität München, wurde zum Dr. med. dent. promoviert und war danach als Assistenzarzt an der Universitätsklinik München, in Bonn und Chicago tätig. Von 1956 bis 1993 war er in eigener Zahnarztpraxis in Schongau niedergelassen. 1961 wurde er Landesvorsitzender des Freien Verbandes Deutscher Zahnärzte, von 1973 bis 1978 war er deren Bundesvorsitzender. Er war außerdem Vorstandsmitglied der Kassenzahnärztlichen Vereinigung Bayerns (KZVB), bis 1986 gewählter Vorsitzender der Kassenzahnärztlichen Bundesvereinigung (KZBV), Vertreter der deutschen Zahnärzte im Weltzahnärzteverband (FDI World Dental Federation) und Vizepräsident der Europäische Zahnärzteorganisation (Council of European Dentists (CED), European Regional Organisation (ERO)).
Politisch war Zedelmaier von 1972 bis 1984 als Abgeordneter sowohl im Stadtrat als auch im Kreistag in Schongau tätig, von 1977 bis 1997 gehörte er dem Bayerischen Senat an.
Im Jahr 1984 hatte Zedelmaier den Bayerischen Verdienstorden erhalten.